# Ignacy Watten

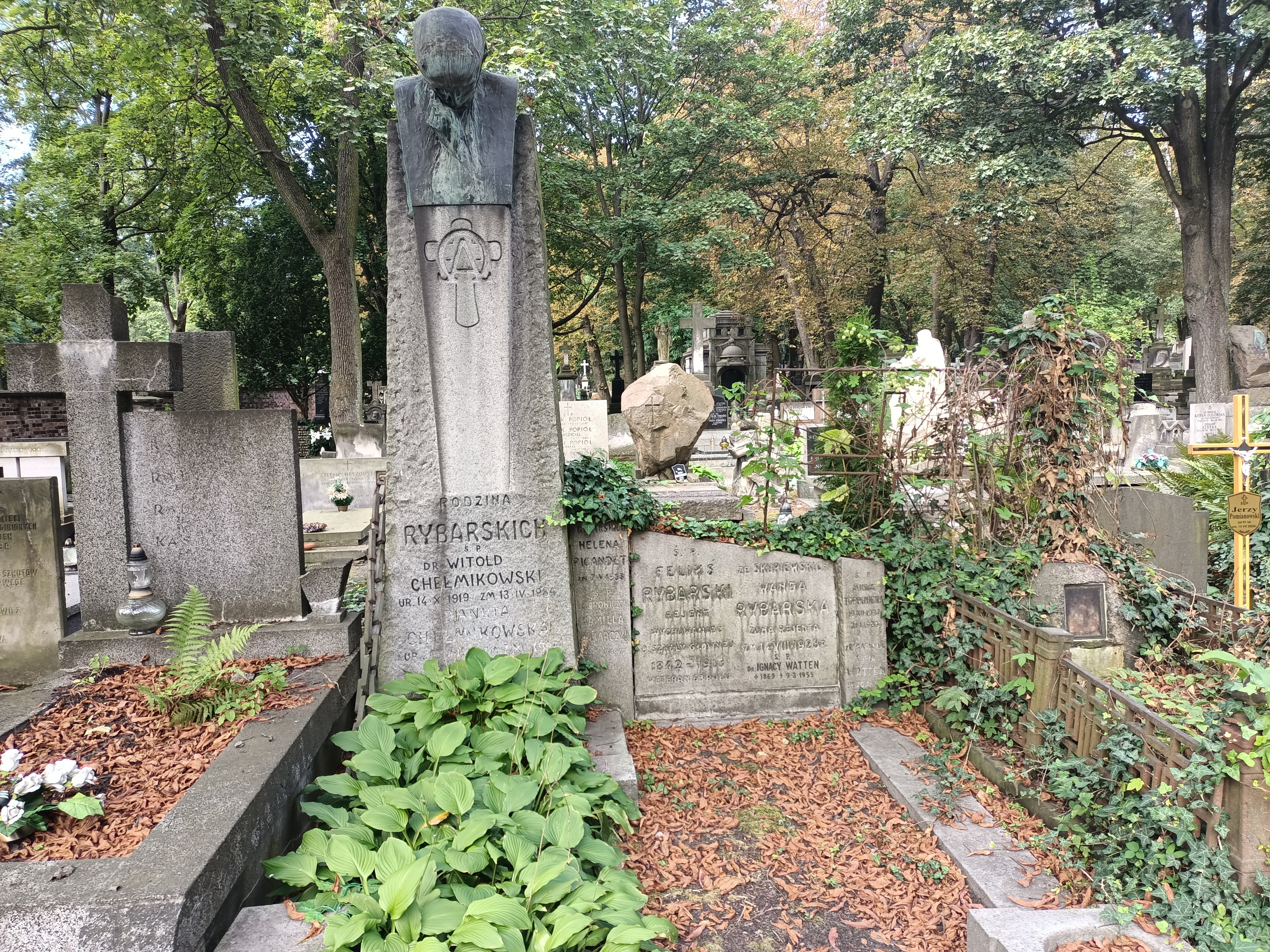
Nagrobek Ignacego Wattena na cmentarzu powązkowskim

Ignacy Watten (ur. 25 maja 1869, zm. 9 marca 1955 w Łodzi) – polski kardiochirurg, działacz społeczny i polityczny. Pierwszy Polak, który wykonał zabieg zszycia rany serca (1900).

## Życiorys
W 1888 ukończył VI-klasową warszawską szkołę realną. 31 października 1896 uzyskał dyplom lekarza, a następnie w latach 1896–1898 pracował jako wolontariusz w szpitalu Dzieciątka Jezus w Warszawie, ucząc się chirurgii od  Władysława Krajewskego. W 1898 przyjechał do Łodzi, nie mogąc zdobyć posady lekarza asystenta w Warszawie. W Łodzi podjął pracę u boku Bronisława Kadera na chirurgii szpitala Rosyjskiego Czerwonego Krzyża przy ul. Pańskiej 113 (obecnie ul. S. Żeromskiego). Tamże, 25 marca 1900 r., wykonał pierwszy w Polsce zabieg zszycia rany kłutej serca; pięć lat po pierwszym w historii medycyny udanym podobnym zabiegu wykonanym przez Ludwiga Rehna w 1895 roku. Był to 13 w historii chirurgii światowej przypadek zszycia rany serca i 6 zakończony pomyślnie. W latach 1901–1906 był kierownikiem oddziału chirurgii szpitala. W 1904 został powołany do Armii Czynnej w Mandżurii.
Był jednym z założycieli w 1906 roku Gimnazjum Polskiego w Łodzi (obecnie: I Liceum Ogólnokształcące im. Mikołaja Kopernika w Łodzi), a w latach 1906–1908 kierownikiem oddziału chirurgii szpitala pediatrycznego im. Anny Marii w Łodzi (obecnie: Szpital Pediatryczny im. Janusza Korczaka). W 1908 był jednym z założycieli łódzkiego Towarzystwa „Wiedza”.
W 1905 był jednym ze współwłaścicieli i współzałożycielem Szpitala Betlejem w Łodzi. Prowadził w nim oddział chirurgii (1908–1922), z wyłączeniem okresu I wojny światowej, kiedy to ewakuowano szpital do Płoskirowa (obecnie Chmielnicki), a następnie Rostowa nad Donem, gdzie pełnił funkcję szpitala dla rannych, a Watten był jego lekarzem naczelnym. Był również kierownikiem pociągu sanitarnego, podczas przenoszenia szpitala z powrotem do Łodzi. Następnie ponownie wraz ze wspólnikami pracował w Szpitalu Betlejem, gdzie zaczął również wykonywać bezinteresownie operacje ginekologiczne za tracącego wzrok wspólnika Ryszarda Skibińskiego. 
W pierwszych miesiącach I wojny światowej był członkiem Głównego Komitetu Obywatelskiego w Łodzi pełniącego doraźnie funkcję magistratu Łodzi po opuszczeniu miasta przez rosyjskiego prezydenta miasta) oraz członkiem Polskiego Komitetu Niesienia Pomocy Rannym.
W latach 1934–1940 był chirurgiem i ordynatorem oddziału gruźlicy kostnej oraz dyrektorem Szpitala św. Rodziny przy ul. Wigury 19 w Łodzi. Po zajęciu szpitala przez SS, przyjechał w styczniu 1940 do Warszawy, gdzie pracował w lecznicy przy ul. Marszałkowskiej jako lekarz ambulatoryjny do wybuchu powstania warszawskiego, po którym przebywał w Koniecpolu. Od 1945 mieszkał przy ul. Nawrot 2 w Łodzi. W 1947 przyjmował przy ul. Piotrkowskiej 124.
Był członkiem wspierającym Stowarzyszenia Techników w Łodzi. Działał w Polskiej Macierzy Szkolnej i należał do Towarzystwa Szkolnego przy magistracie miasta Łodzi (1906). Należał do Polskiej Partii Postępowej (1906–1914). Był radnym Rady Miejskiej w Łodzi (1912) oraz pod przewodniczącym Komitetu Budowy Szpitala Miejskiego dla Chorób Zakaźnych, wiceprzewodniczącym Polskiego Towarzystwa Czerwonego Krzyża, Oddział w Łodzi, przewodniczącym Stowarzyszenia Lekarzy Polaków m. Łodzi i okolic i założycielem i członkiem zarządu Towarzystwa Popierania Pracy Społecznej w Łodzi.

### Życie prywatne
Był synem lekarza z Dzisny w guberni wileńskiej. Był dwukrotnie żonaty, z Cecylią Zofią Kosmowską, siostrą lekarki – Teodory Krajewskiej i Zofii de Beaurain – żony lekarza Karola de Beauraina i aktorki Ady Kosmowskiej. Miał z nią dwoje dzieci – Hannę de Beaurain (1899–1984), żonę generała Janusza de Beauraina oraz Stanisława Wattena (1904–1940), prawnika, który zginął w Katyniu. W 1910 poślubił Zofię z Rybarskich (1882–1950), z którą miał córkę Danutę Topolnicką (ur. 1914), żonę najpierw Tadeusza Topolnickiego, a następnie Witolda Chełmikowskiego oraz syna Wojciecha (1917–1973) – inżyniera budowlanego.
Został pochowany na cmentarzu Powązkowskim w Warszawie w grobie rodziny Rybarskich (kw. 174, nr grobu 33/34).